# Гармотом

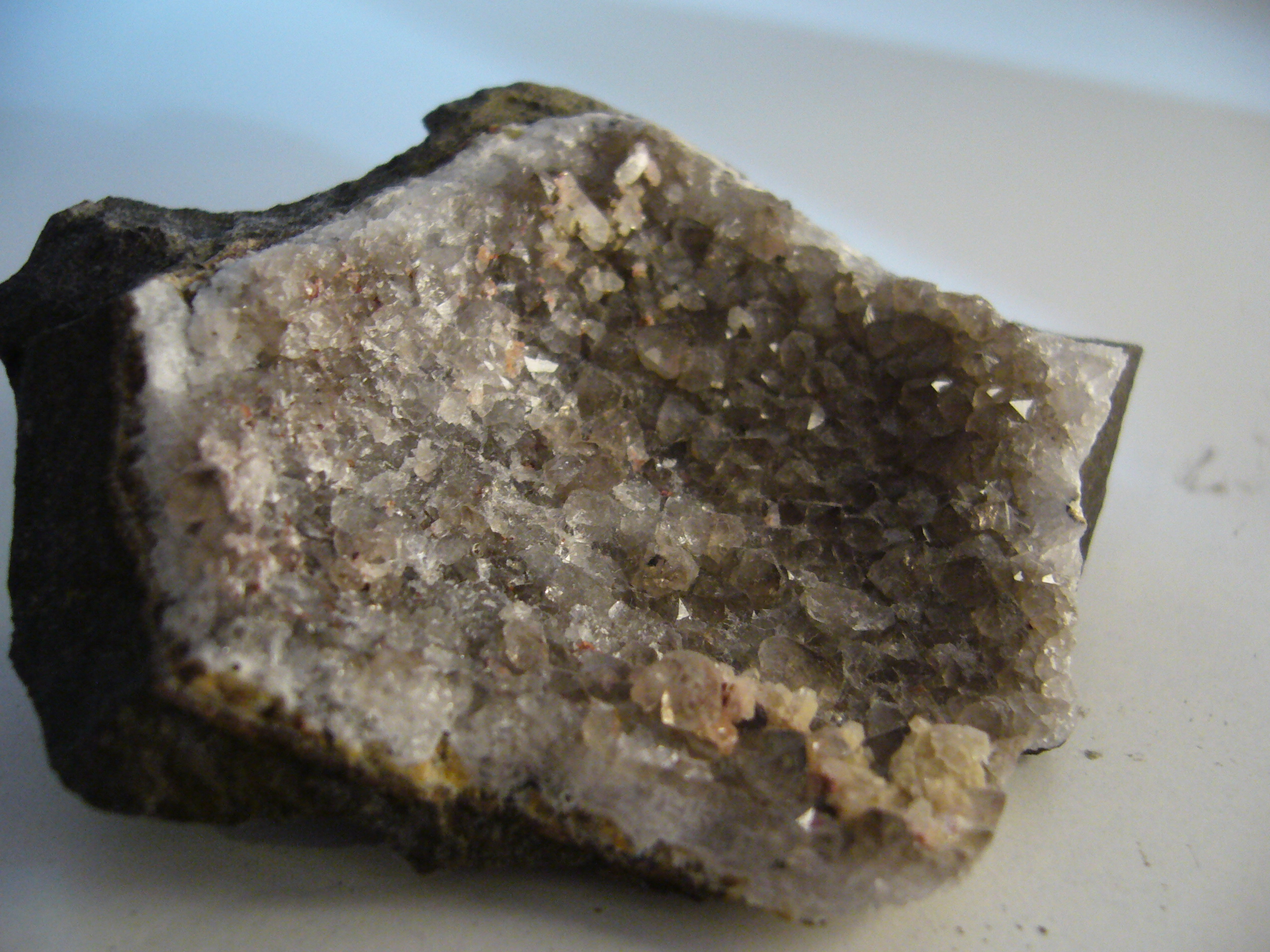
Гармотом

Гармотом — мінерал, водний алюмосилікат барію групи цеоліту.

## Етимологія та історія
Назва гартомом (від ἁρμός, «суглоб» і τέμνειν, «розрізати») була дана R. J. Haüy в 1801 році і має кристалографічне значення. Попередні назви: хрестовий камінь (нім. Kreuzstein), ерциніт, андреасберголіт і андреоліт, дві останні походять від місцевості Андреасберг у Гарці. Морвеніт (від Morven в Аргілширі) — це назва невеликих прозорих кристалів, які раніше називали філіпситом.

## Загальний опис
Хімічна формула: Ba2[Al4Si12O32]•12H2O, за інш. даними Ba[AlSi3O8]2•6H2O.
Сингонія моноклінна.
Твердість 4,5.
Густина 2,4-2,5.
Блиск скляний.
Колір білий, сірий, рожевий, жовтий, часто безбарвний, напівпрозорий.
Форми виділення: призматичні та таблитчасті кристали або радіально-променисті агрегати. Розкладається під дією HCl.
Зустрічається у жилах і жеодах у вивержених породах, в тонких прошарках в марганцевих рудах в асоціації з барієвим польовим шпатом; гідротермальних жилах зі сфалеритом, галенітом, баритом і кальцитом.
Виявлений у США, Шотландії, ФРН, Норвегії і Канаді.

## Розрізняють
- гармотом баріїстий (те саме, що гармотом);
- гармотом каліїстий (філіпсит);
- гармотом кальціїстий (філіпсит).